# Руденький, Дмитрий Владимирович
Дмитрий Владимирович Руденький (род. 3 июля 1991, Христиновка, Украина) — украинский боксер-любитель, чемпион Украины в 2012 году в супертяжелом весе (более 91 кг). Выступал за боксерскую команду «Украинские атаманы» в третьем сезоне WSB. Мастер спорта Украины.

## Биография
Дмитрий Руденький родился в Христиновке, что на Черкасской. В 2009 году стал победителем международного молодежного турнира на призы Виталия Кличко. Впервые громко заявил о себе в 2011 году, получив «бронзу» чемпионата Украины в супертяжелом весе. В том же году начал привлекаться в сборную, был включен в список участников Чемпионата Европы 2011 в Анкаре и Чемпионат мира 2011 в Баку. В 2012 году получил золотую награду чемпионата Украины. В том же году поступил в Национального университета физического воспитания и спорта Украины.
В 2012—2013 годах входил в состав команды «Украинская атаманы». Дебютный (и единственный) поединок в серии WSB провел 30 марта 2013 года в Баку против Абдулкадыра Абдулаева, уступив нокаутом в 4-м раунде.
После 2013 года в состав сборной Украины не привлекался, все реже участвовал в серьезных соревнованиях. В чемпионате Украины 2014 в первом же поединке уступил Владиславу Сиренко.

## Спортивные достижения
- 2012 —  Чемпион Украины в супертяжелом весе (91 кг)
- 2011 —  Бронзовый призёр чемпионата Украины в супертяжелом весе (91 кг)
- Мастер спорта Украины